# 王莹 (足球运动员)
王莹（1997年11月18日—），中国女子足球运动员，中国国家女子足球队成员，所属俱乐部是武汉江大。她參加了2019年女子世界盃足球賽、2020年夏季奧林匹克運動會。